# Romet Mińsk 125
Romet Mińsk 125 – motocykl produkcji radzieckiej, składany z dostarczonych z ZSRR części, w latach 1988-1990 (dwa modele 400 oraz 400a) przez Zakłady Predom Romet, głównie na rynek polski. Typ 400 różnił się od swojego następcy głównie silnikiem, kierunkowskazami oraz lampą tylną. Jedną z zalet motocykla była możliwość wyjęcia skrzyni biegów bez całkowitego rozbierania silnika, za sprawą przegrody która znajdowała się za zębatką zdawczą w silniku.

## Dane techniczne
- silnik chłodzony powietrzem, dwusuwowy, jednocylindrowy.
- śr. cylindra/skok tłoka 52/58 mm
- stopień sprężenia 9:1
- pojemność skokowa 123 cm3
- moc maksymalna 11 KM
- gaźnik K62C o śr. gardzieli 24 mm.
- sprzęgło wielotarczowe, mokre
- skrzynia 4-biegowa, przełożenia: (1) 2,925; (2) 1,780; (3) 1,271; (4) 1,00
- zapłon elektroniczny bezstykowy.